# Куртуа, Жозеф Монье де

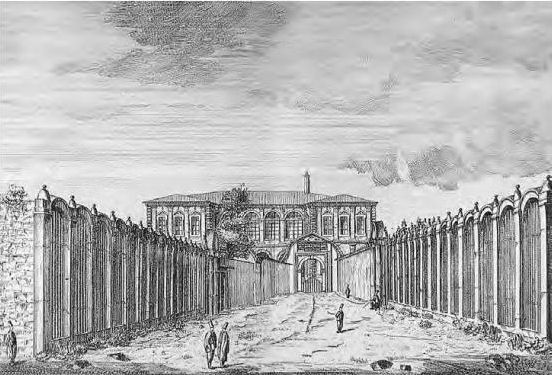
Королевская инженерная школа в Мезьере, рисунок Махмуда Раефа Ефенди, Константинополь, 1789 год

Жозеф Монье де Куртуа (фр. Joseph Gabriel Monnier de Courtois) (29 марта 1745, Бурк-ан-Брес — 30 января 1818, Бурк-ан-Брес) — французский военный и инженер конца XVIII — начала XIX веков.
Выпускник Королевской инженерной школы в Мезьере. Получил звание лейтенанта 1 января 1770 года, капитана 1 января 1777 года. В 1784 году принимал участие во французской военной миссии, организованной королём Людовиком XVI, которая оказывала военную помощь Османской империи с 1784 по 1788 год. Жозеф Монье де Куртуа преподавал фортификацию и военное инженерное дело в военно-инженерном училище Мюхендисхане-и Хумаюн (тур. Mühendishâne-i Hümâyûn), основанном великим визирем Халилом Хамидом-пашой. Преподавание, как и все учебники по математике, астрономии, механике, оружию, тактике ведению войны и методам навигации были на французском языке. Вернувшись во Францию 24 марта 1788 года Жозеф Монье де Куртуа был удостоен Ордена Святого Людовика. В составе революционной армии принимал участие в революционных событиях 1792, 1793 годов. Участвовал в осаде бельгийского города Наймура в 1792 году и голландского Маастрихта в 1793. 31 мая 1793 года генерал Кюстин присвоил капитану де Куртуа звание генерала-адъютанта и назначил его командующим Северной армии (назначение не было формально утверждено военным министром Боше).
10 августа 1793 года Жозеф Монье де Куртуа был арестован по приказу члена Комитета общественного спасения Бийо-Варенна. Вскоре освобождённый из под стражи, 17 декабря 1793 года де Куртуа был восстановлен в звании батальонного командира и послан снова в Турцию в ранге артиллерийского специалиста.
После возвращения из Турции 30 марта 1797 года работа де Куртуа была отмечена членами Директории, 16 июля 1797 года он получил звание командира бригады и назначение командиром инженерных войск в Ницце. 24 ноября 1801 года де Куртуа был назначен директором фортификационных работ в Ницце. Награждён Орденом Почётного легиона 11 декабря 1803 года и произведён в магистры ордена 14 июня 1804 года.
Член Коллегии выборщиков департамента Эн, де Куртуа вышел в отставку 23 января 1806 года и поселился на своей малой родине Бурк-ан-Бресе. Награждён званием Рыцаря Империи 28 января 1809 года.
Жозеф Монье де Куртуа умер 30 января 1818 года в Бурк-ан-Бресе.